# لیکورینوس
لیکورینوس (نام علمی: Lycorhinus) نام یک سرده از راسته پرنده‌کفلان است.